# Megacoelus didelphis
Megacoelus didelphis là một loài bọ cánh cứng trong họ Cerambycidae.